# Grewia subaequalis
Grewia subaequalis är en malvaväxtart som beskrevs av Henri Ernest Baillon. Grewia subaequalis ingår i släktet Grewia och familjen malvaväxter. Inga underarter finns listade i Catalogue of Life.